# MIT Lincoln Laboratory

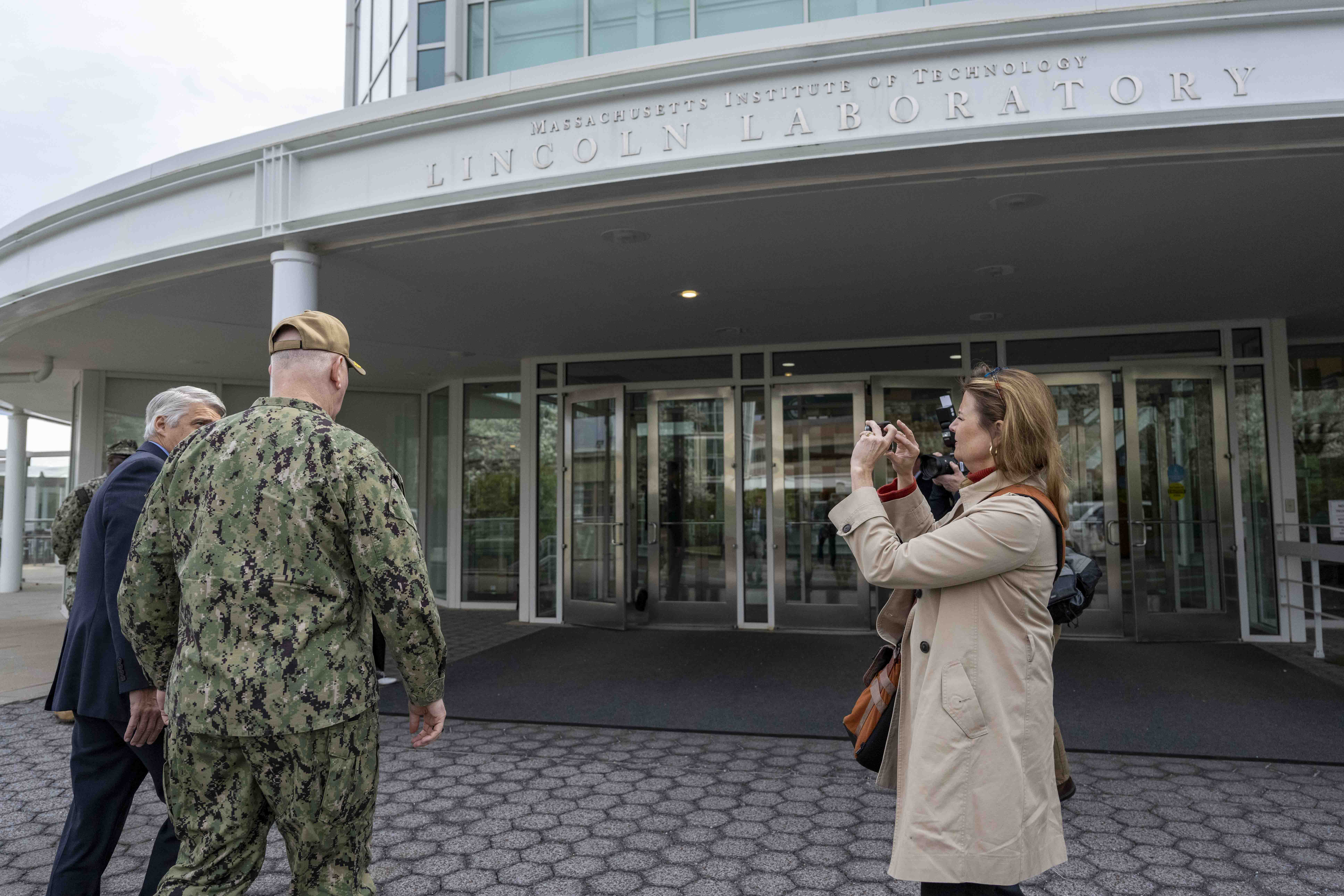
2024

Il MIT Lincoln Laboratory, a volte indicato come MIT-LL, è un centro di ricerca e sviluppo del Massachusetts Institute of Technology creato nel 1951 e finanziato dal Dipartimento della Difesa degli Stati Uniti. Ha sede a Lexington in Massachusetts.
La ricerca è indirizzata all'utilizzo di tecnologia avanzata per la risoluzione di problemi di sicurezza nazionale. Il campo di ricerca, inizialmente concentrato sul potenziamento delle difese aeree, si è negli anni esteso coprendo altri ambiti, quali la sorveglianza dello spazio, la difesa missilistica, le comunicazioni, il controllo aereo mantenendo sempre come elemento caratterizzante il ricorso alla tecnologia più avanzata disponibile.
Il centro conta anche quattro siti esterni collegati a specifici campi sperimentali del Dipartimento della Difesa:
- il Lincoln Space Surveillance Complex a Westford per la sorveglianza dello spazio tramite tre radar che operano rispettivamente in banda L, X e Ku.
- il Reagan Test Site sull'atollo Kwajalein dove fornisce supporto scientifico al test site dell'esercito ivi dislocato.
- l'Experimental Test Site a Socorro per lo sviluppo di sistemi elettro-ottici di sorveglianza. È ubicato all'interno ed opera in coordinamento con il White Sands Missile Range dell'esercito.
- il Pacific Missile Range Facility a Kauai per lo sviluppo di sistemi balistici antimissile.

## Storia
La United States Air Force nel report annuale del 1950, nel segnalare come gli Stati Uniti non fossero sufficientemente preparati a fronteggiare la minaccia di un attacco aereo, auspicava la costituzione di un centro di ricerca che sviluppasse un adeguato sistema di difesa aerea e suggeriva il coinvolgimento del MIT, presso il quale era stato attivo durante la seconda guerra mondiale il Radiation Laboratory che aveva sviluppato molti dei sistemi radar in dotazione alle forze statunitensi.
Inizialmente l'allora presidente del MIT, James R. Killian, si dimostrò poco incline ad accettare la cooperazione con le istituzioni militari, tuttavia ad agosto del 1951, dopo un ulteriore studio sullo stato e le necessità della difesa aerea, si giunse alla costituzione del centro che trovò sede alla base aerea di Hanscom. Sorgendo la base in una zona al confine delle città di Bedford, Lexington e Lincoln si decise di chiamare il progetto con il nome dell'ultima città in quanto già esisteva un progetto Bedford per la progettazione di armamenti anti-sottomarino e un progetto Lexington per la valutazione dell'uso dell'energia nucleare per la propulsione aerea.
Il primo prodotto del centro ricerca fu il Whirlwind II, un computer che permetteva di incrociare i dati provenienti via modem da oltre 100 radar. Inizialmente si era ipotizzato che tale funzione potesse essere assolta dal Whirlwind I, il potentissimo computer allora in dotazione al MIT, tuttavia fu presto chiaro che l'affidabilità e la capacità di calcolo richieste erano superiori a quella che Whirlwind I poteva offrire. La chiave di volta fu l'introduzione della memoria a nucleo magnetico, primo esempio di RAM, che permise un salto generazionale in affidabilità e capacità di calcolo. Il Whirlwind II divenne il cuore del SAGE.
Sul finire degli anni settanta l'Experimental Test Site avviò un programma di ricerca di oggetti near-Earth cui venne assegnato il codice MPC 704 Lincoln Laboratory ETS.. Il programma, che portò alla scoperta dell'asteroide 3343 Nedzel il 28 aprile 1982, è stato successivamente potenziato e distaccato dalle attività del MIT-LL dando vita al LINEAR.